# 二郎集站
二郎集站位于安徽省阜阳市太和县宫集镇，是京九铁路的一座火车站，等级为四等站，距北京西站797公里，距常平站1518公里，本站及相邻上下行区间均为电气化区段。车站建于1989年，只办理货运，不办理客运业务。